# 莫斯科大火 (1812年)

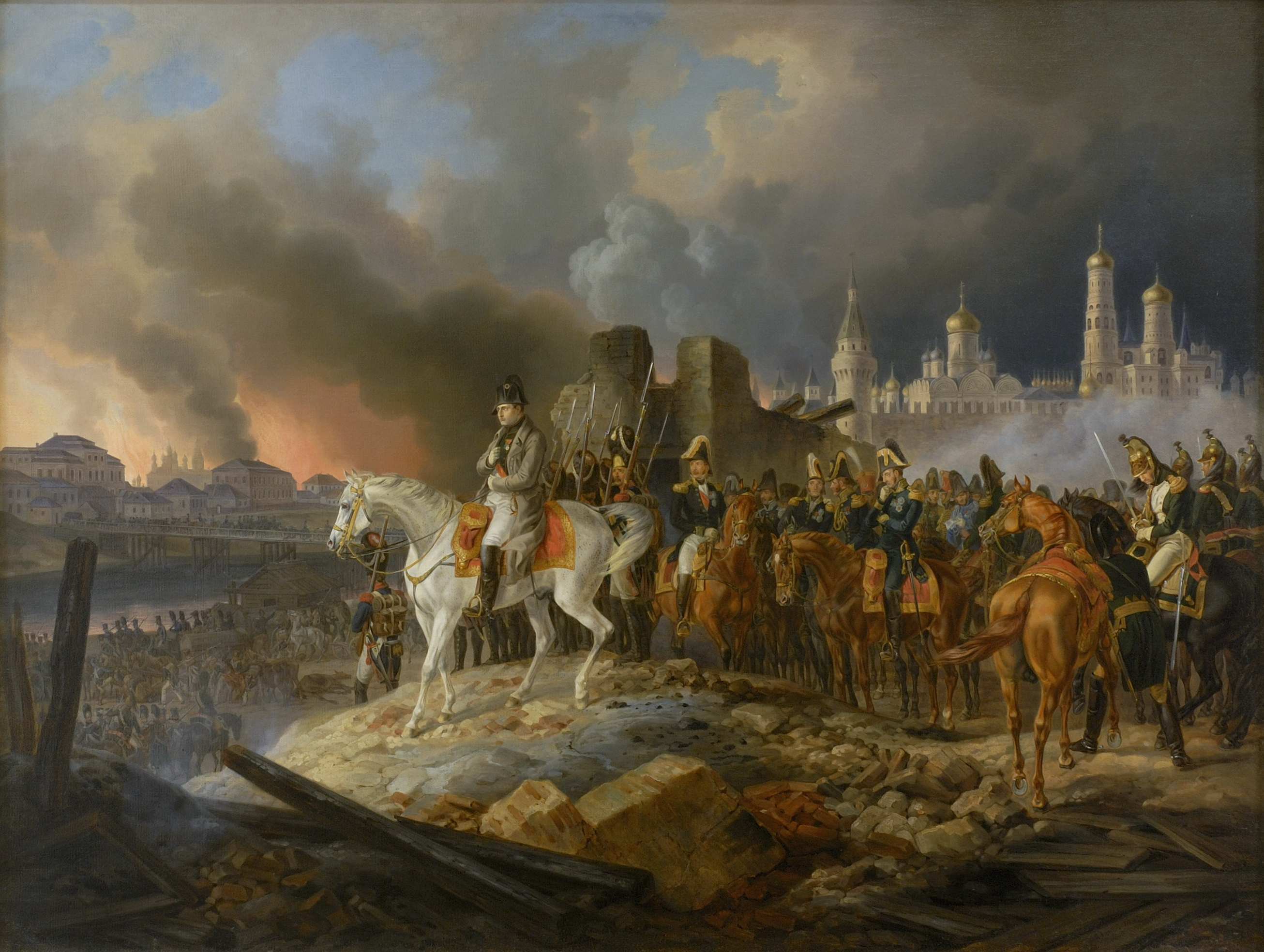
《拿破仑在燃烧的莫斯科》，1841年阿爾布雷希特·亞當繪

1812年莫斯科大火發生於當年9月14日俄国的莫斯科。当日俄国军队和莫斯科大部分居民放弃了城市，而拿破仑的先锋部队则在博罗金诺战役胜利后进入莫斯科。这场大火几乎摧毁了整个城市，而莫斯科大部分居民则在1812年8月份开始撤离。

## 原因
在离开莫斯科之前，罗斯托普钦伯爵下令烧毁克林姆林宫和城市主要建筑（包括教堂和修道院）。当大批法军进入城市时，那里已经有一些地方起火了。大火的原因从未被确认，现代史学家通常认为是俄国方面的破坏行动。